# Caryedon alluaudi
Caryedon alluaudi là một loài bọ cánh cứng trong họ Bruchidae. Loài này được Allard miêu tả khoa học năm 1895.